# Tōru Oniki
Tōru Oniki (jap. 鬼木 達, Oniki Tōru; * 20. April 1974 in Funabashi, Präfektur Chiba) ist ein ehemaliger japanischer Fußballspieler und heutiger -trainer.

## Karriere

### Spieler
Tōru Oniki erlernte das Fußballspielen in der Schulmannschaft der Funabashi High School. Seinen ersten Vertrag unterschrieb er 1993 bei den Kashima Antlers. Der Verein spielte in der höchsten Liga des Landes, der J1 League. Mit dem Verein wurde er 1996 japanischer Meister. 1997 gewann er mit dem Verein den Ligapokal und den Kaiserpokal. 1998 wurde er an den Zweitligisten Kawasaki Frontale ausgeliehen. 1998 wurde er mit dem Verein Vizemeister der Japan Football League. Für den Verein absolvierte er 27 Spiele. 1999 kehrte er zu den Kashima Antlers zurück. Für den Verein absolvierte er 27 Erstligaspiele. 2000 wechselte er zum Ligakonkurrenten Kawasaki Frontale. 2000 erreichte er das Finale des Ligapokals. Am Ende der Saison 2000 stieg der Verein in die zweite Liga ab. 2004 wurde er mit dem Verein Zweitligameister und stieg wieder in die erste Liga auf. 2006 feierte er mit Frontale die Vizemeisterschaft. Für den Verein absolvierte er 133 Spiele. Ende 2006 beendete er seine Karriere als Fußballspieler.

### Trainer
Tōru Oniki wurde direkt nach seinem Karriereende im Februar 2007 Jugendtrainer bei seinem ehemaligen Verein Kawasaki Frontale. Das Amt hatte er bis Ende 2009 inne. 2010 übernahm er das Amt des Co-Trainers bei Frontale. Zu Beginn der Saison 2017 wurde er Cheftrainer. 2017, 2018 und 2020 feierte er mit Frontale die japanische Meisterschaft.

## Erfolge

### Spieler
Kashima Antlers
- Japanischer Meister: 1996
- Japanischer Vizemeister: 1993, 1997

- Japanischer Ligapokalsieger: 1997
- Japanischer Ligapokalfinalist: 1999

- Japanischer Pokalsieger: 1997
- Japanischer Pokalfinalist: 1993

Kawasaki Frontale
- Japanischer Vizemeister: 2006

- Japanischer Ligapokalfinalist: 2000

### Trainer
Kawasaki Frontale
- Japanischer Meister: 2017, 2018, 2020
- Japanischer Ligapokalsieger: 2019
- Japanischer Pokalsieger: 2020, 2023
- Japanischer Supercup-Sieger: 2019, 2021, 2024